# Île de Khong
L'île de Khong ou Don Khong est la plus grande île et le siège administratif de l’archipel Si Phan Don sur le Mékong au Laos.

## Géographie
L'île mesure 18 km de long et 8 km de large. Elle a une population d'environ 55 000 personnes principalement située dans villages de Muang Saen (ouest) et Muang Khong (est), ce dernier est le principal village et le siège administratif du district de Khong (en).

## Personnalité
L'ancien président Khamtay Siphandone y possède une résidence.

## Galeries

Île de Khong
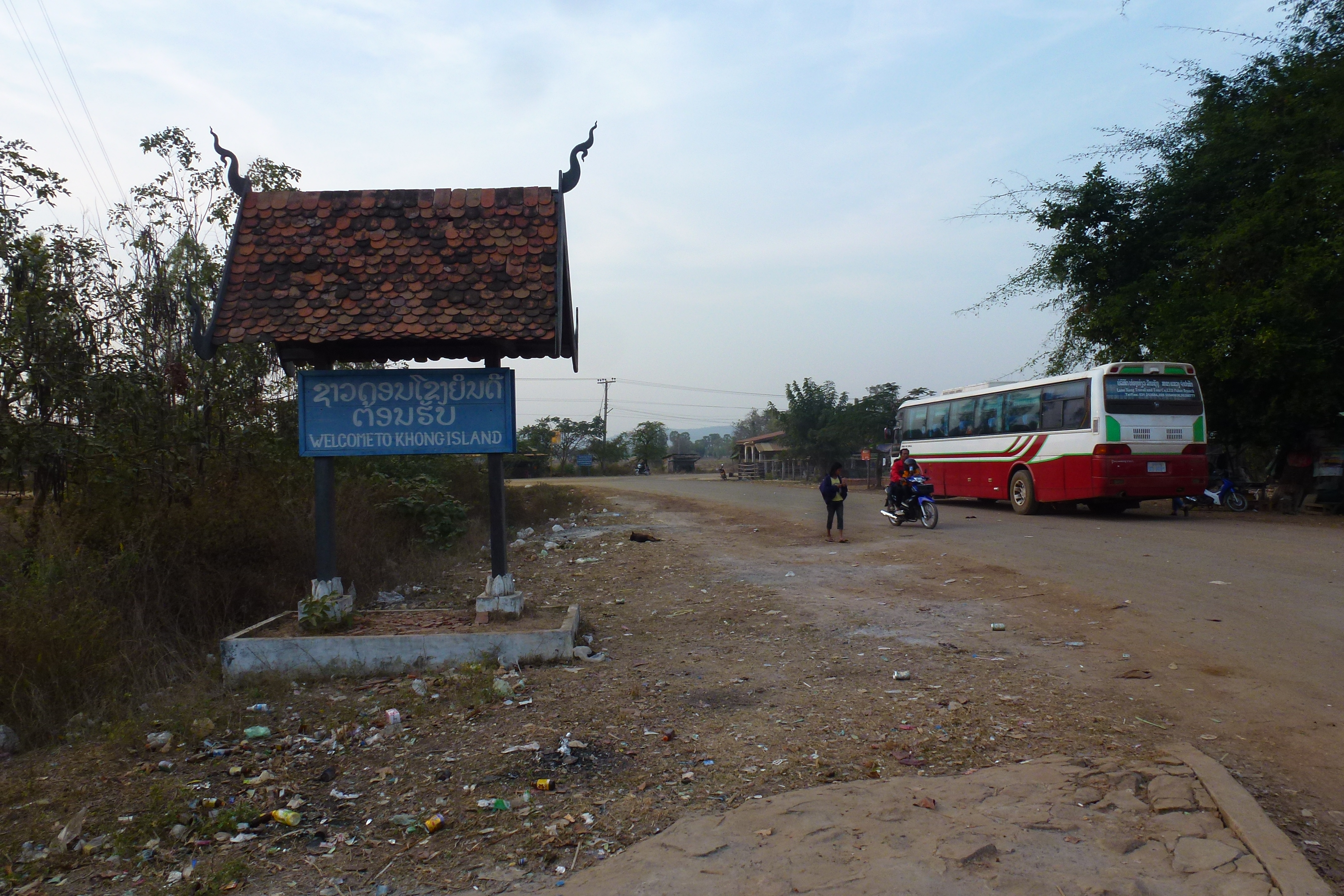
Bienvenue...
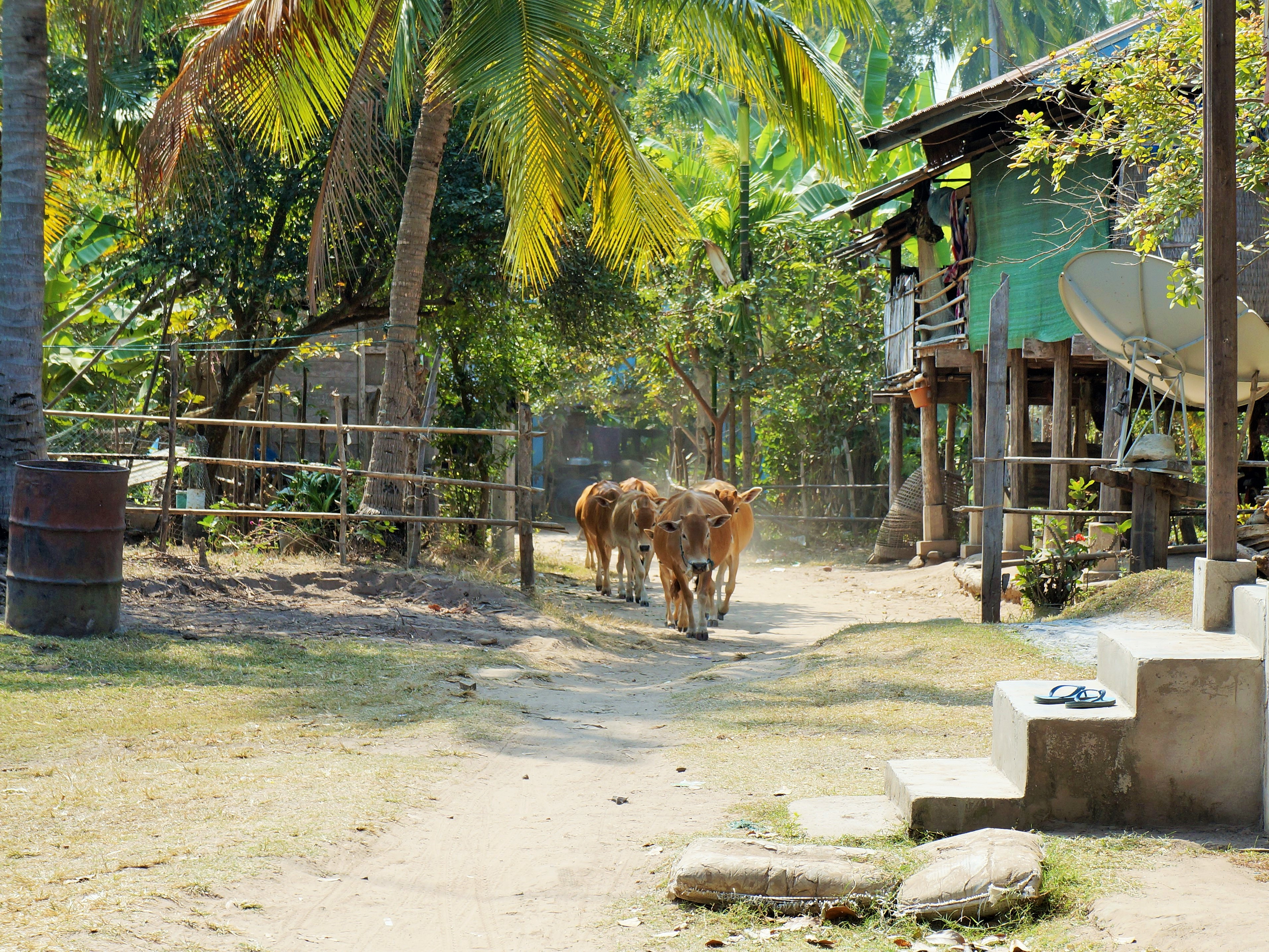
... au village d'agriculteurs...
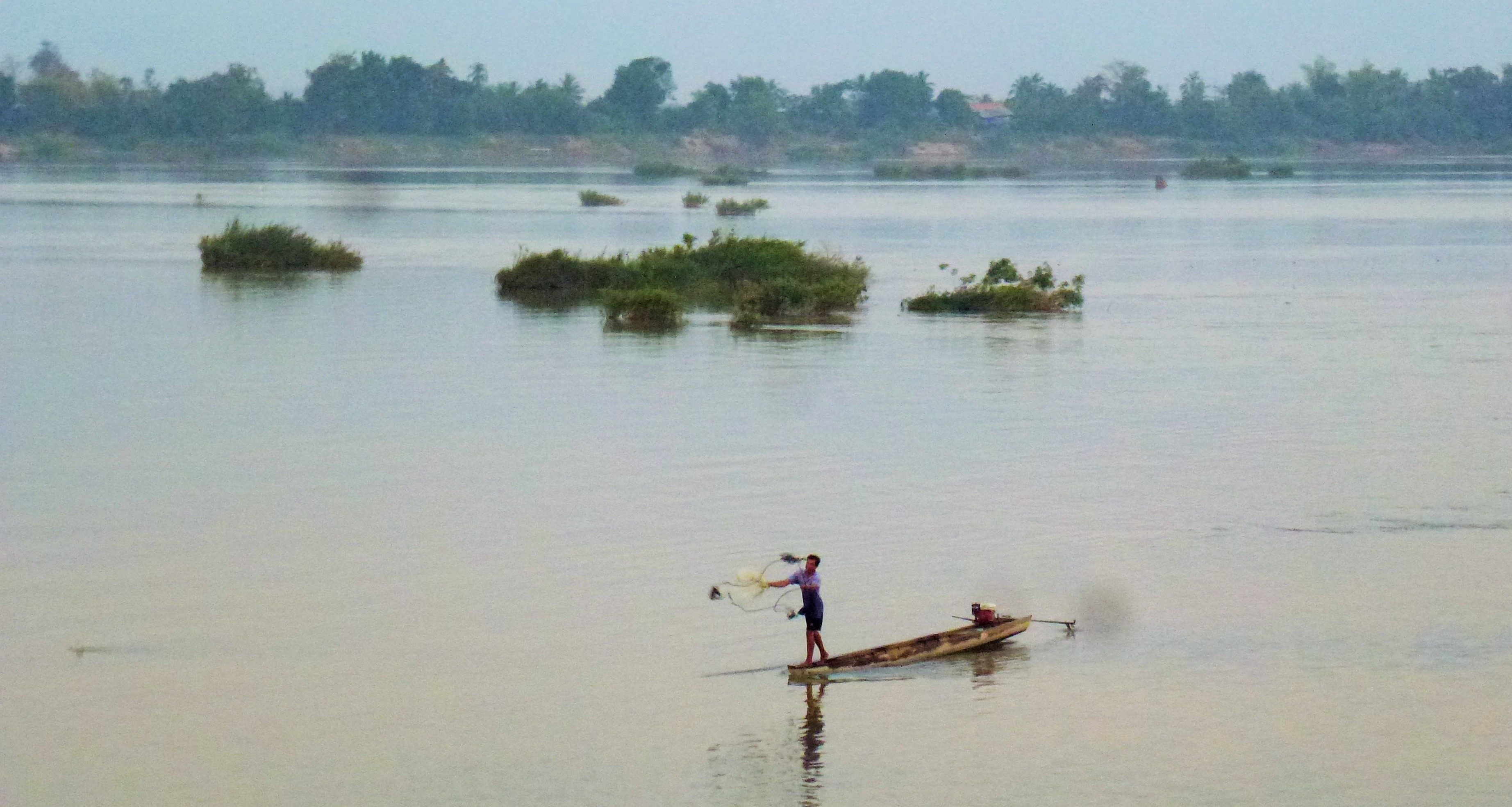
... et de pêcheurs !

Préparation du riz gluant dans du bambou
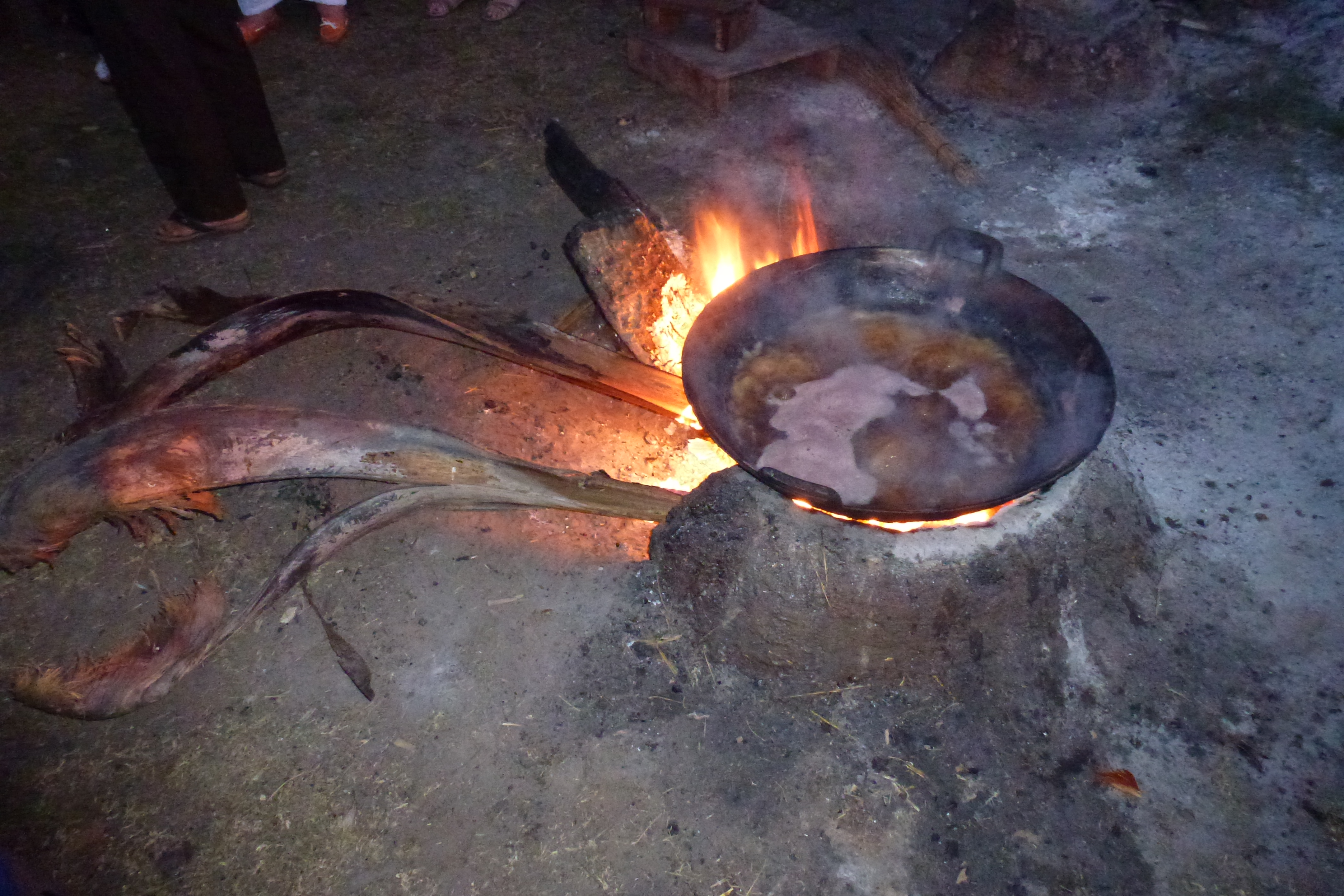
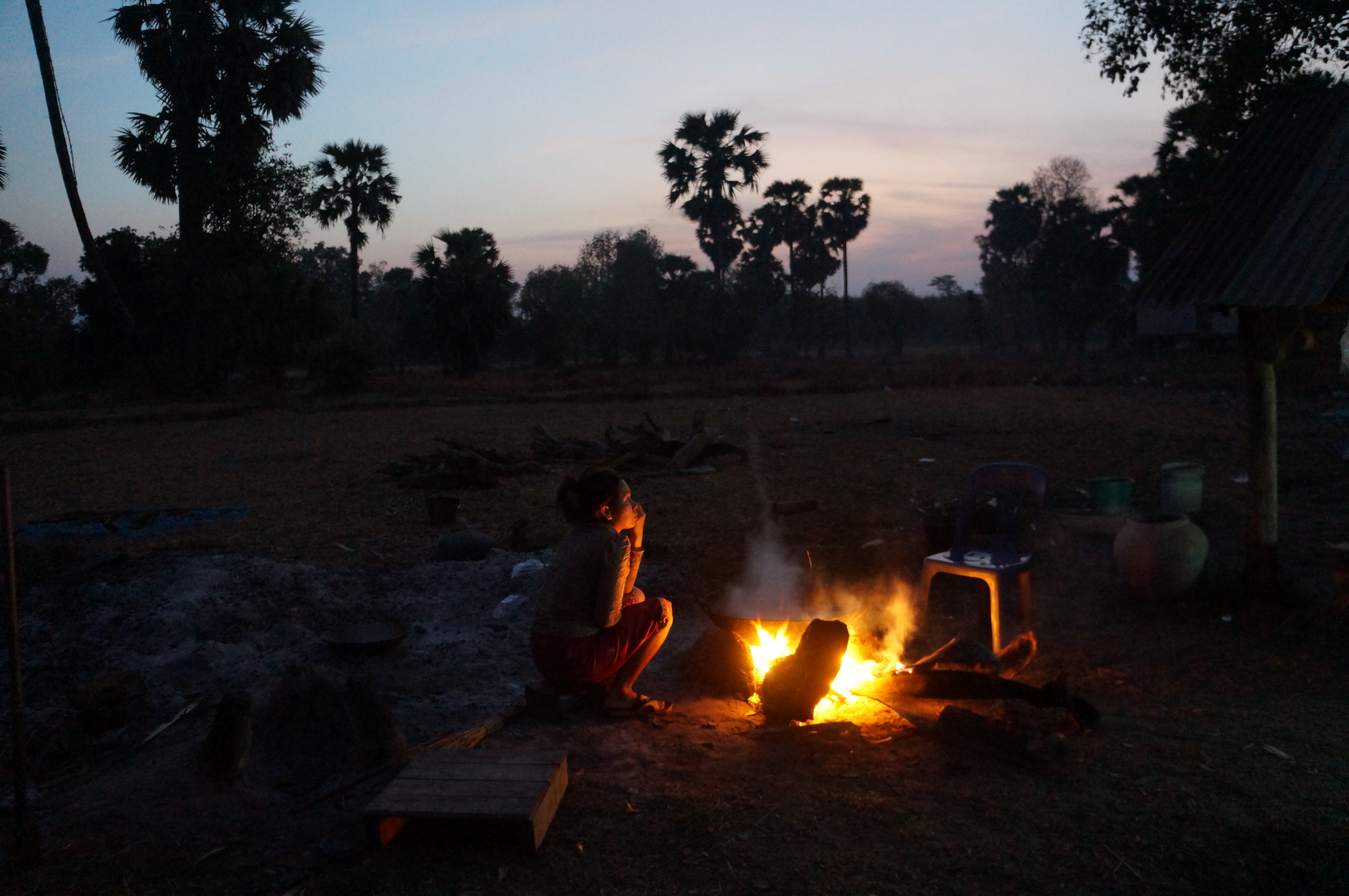
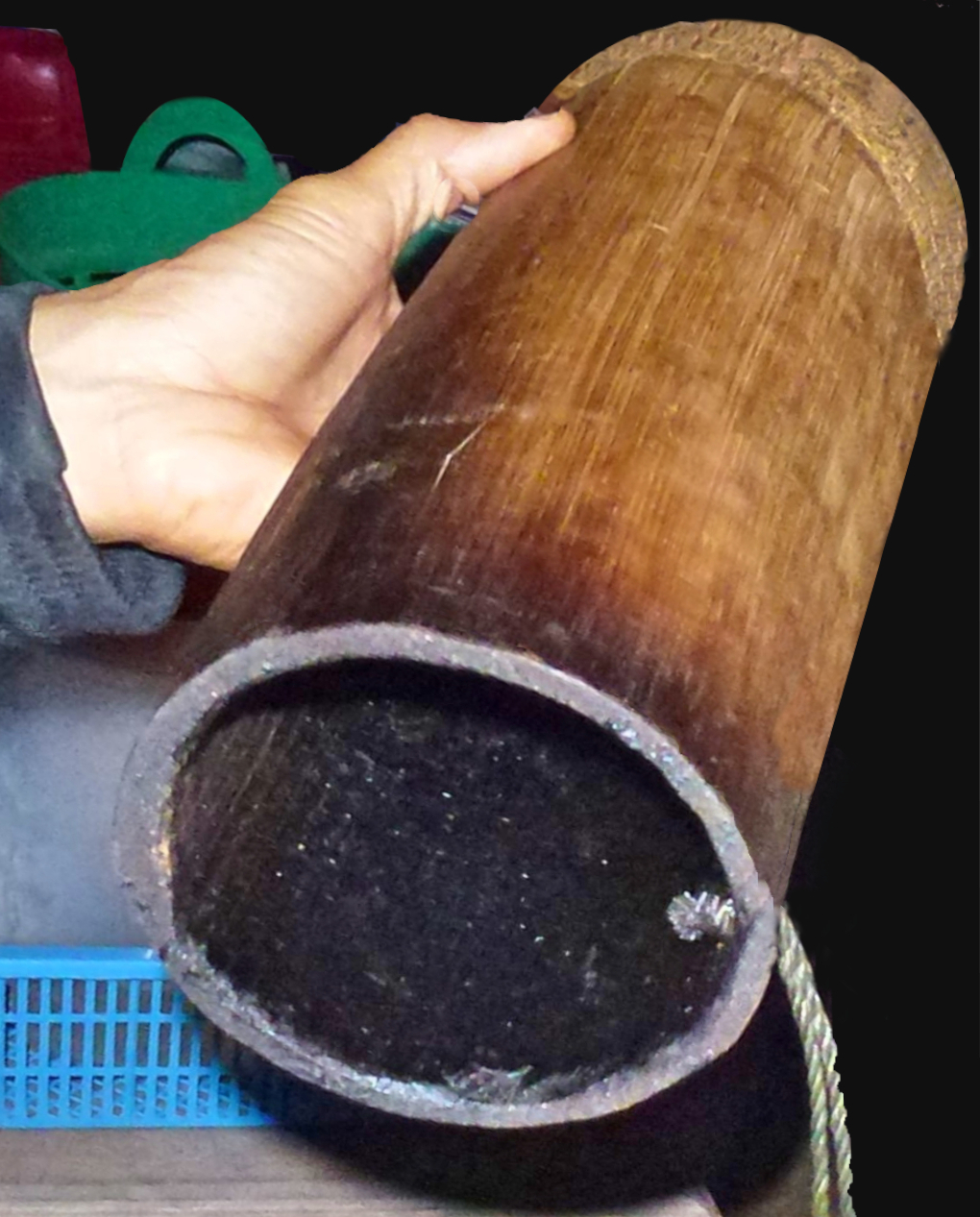
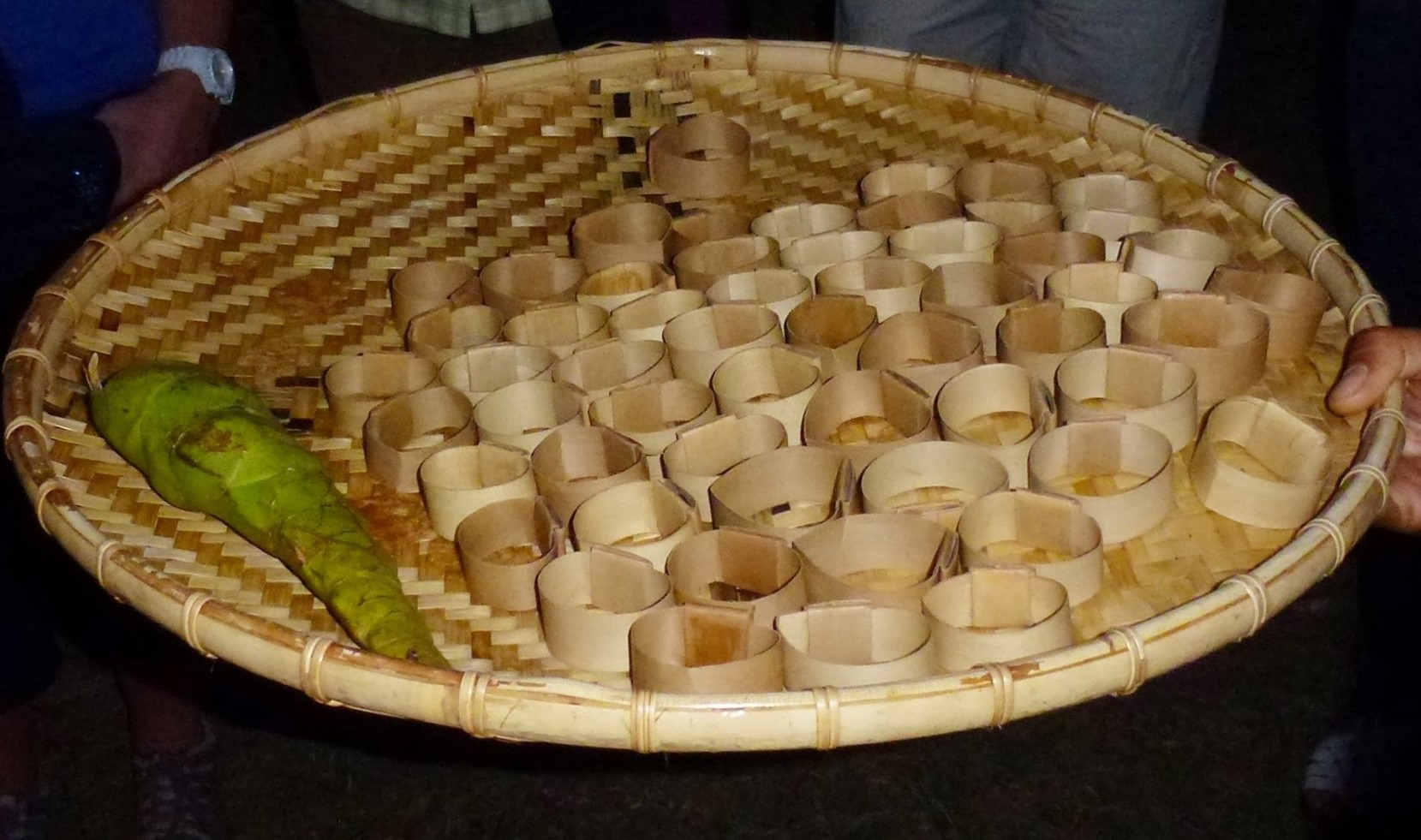